# 基隆三姓公廟
25°07′24″N 121°44′08″E / 25.123257°N 121.735556°E
基隆三姓公廟，是位於臺灣基隆市仁愛區、中山高速公路起點旁的陰廟，為早期雞籠中元祭開龕門儀式的地點。

## 歷史
傳說清治時期有三位捕頭，行經獅球嶺時遇到土匪被殺，只留三顆人頭，居民於是建墓、建廟祭拜，稱為「人頭公」，去祭拜獅球嶺平安宮的香客也會順道至此祭拜，後因名稱不雅改喚「三姓公」。中法戰爭、漳泉械鬥等一些無主骨骸也供奉於此，甚至一匹馬也有。
雞籠中元祭開龕門的儀式，最早就是從此廟該開始。廟主委陳德雄回憶，早年開龕門儀式，獅球五個里里長及地方人士都會參與，開普渡公燈後整燈火通明，還會放煙火，因獅球嶺居高臨下，燈火可照亮基隆市的夜空，年少時他在這開雜貨店，每到中元祭前都忙到不可開交，人潮之多，要站在桌上才有辦法拿金紙給民眾。
1965年，廟宇改建。當時是陳德雄當里長時，號召改建修廟，出資奉獻建成目前三樓建築。
市長陳正雄任內，正逢中山高速公路開闢，公路直逼此廟面前，導致廟埕太小，開龕門儀式改往老大公廟。高速公路出口左側的舊主普壇，也在陳正雄任內被拆除。1997年7月28日，陳胡桃宗親會舉行中元祭會會議，由主普總召陳淵泉宣布，將恢復以往農曆六月二十九日於三姓公廟開龕門的舊制。之後，地方首長與宗親會依慣例於農曆六月卅日晚上十一點（農曆七月初一開端）到三姓公廟開龕門，十一點半再到老大公廟開龕門。
2016年，老大公廟發函告知各宗親會，若參加別的宮廟開龕，便喪失老大公廟開關龕門資格，該年輪值主普的鄭姓宗親會遂決定主要幹部就不再去三姓公廟祭拜。爾後，市長、輪值主普宗親會理事長等地方仕紳依然農曆七月初一至三姓公廟開龕門，同夜趕到老大公廟參與點燈儀式。至農曆七月初一下午，老大公廟開龕門。